# Wasaya Airways
Wasaya Airways è una compagnia aerea regionale canadese con sede a Thunder Bay mentre i suoi hub principali sono l'Aeroporto internazionale di Thunder Bay e l'Aeroporto di Sioux Lookout.

## Storia
La compagnia aerea è stata fondata nel 1993 dalle popolazioni indigene rilevando parte delle attività regolari di linea di Kelner Airways. Nel 1993, Wasaya Corporation partecipava nella proprietà con il 75% mentre nel 1998 ha acquisito la quota rimanente. Nel 2001 sono aumente le attività di volo grazie ad alcuni contratti stipulati con enti statali, privati e turistici mentre nel 2002 Wasaya Airways ha acquisito il Kelner Pilatus Center presso l'aeroporto internazionale di Thunder Bay e otto Pilatus PC-12. Nel 2003 l'aerolinea ha acquistato dalla Bearskin Airlines i diritti di volo per operare nel nord del Ontario mentre nel 2010 sono stati introdotti nella flotta i De Havilland Canada DHC-8.

## Flotta

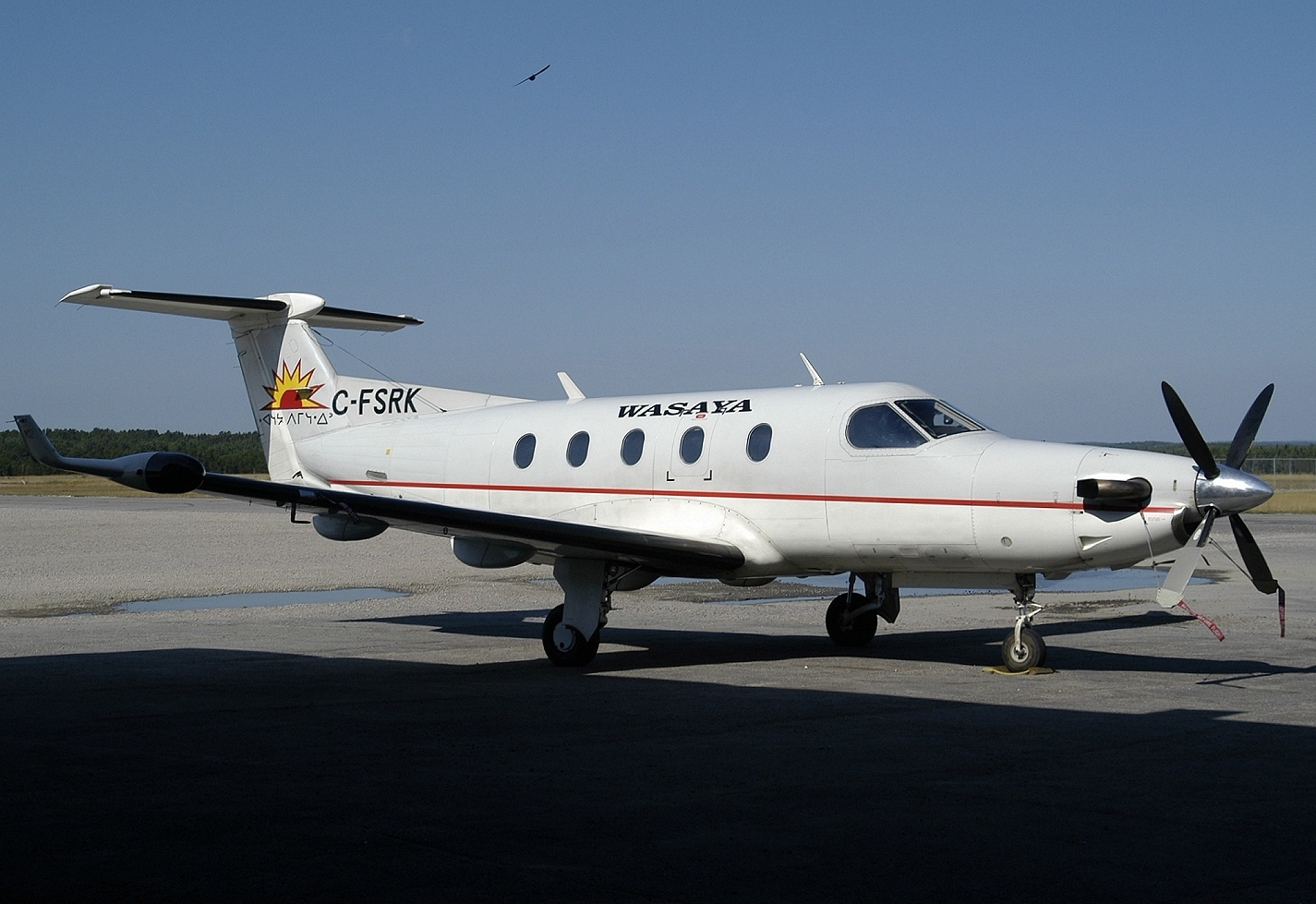
Un Pilatus PC-12 di Wasaya Airways.

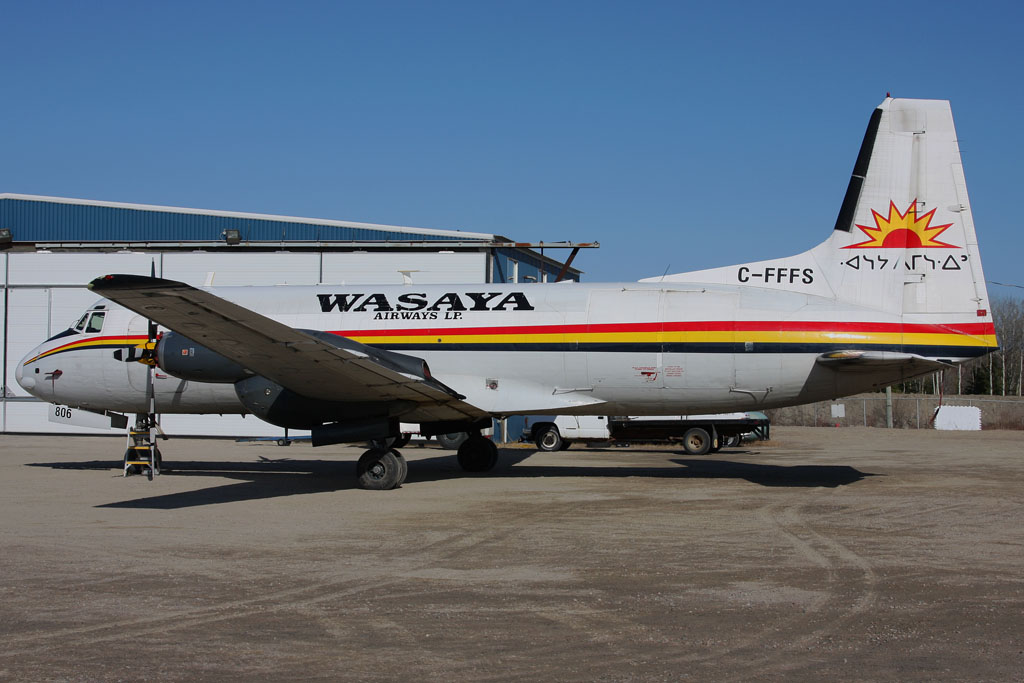
Un Hawker Siddeley HS 748 di Wasaya Airways.

A maggio 2020 la flotta Wasaya Airways risulta composta dai seguenti aerei:

## Incidenti
- L'11 settembre 2003, un Cessna 208B operante il volo Wasaya Airways 125, si è schiantato nei territori del Summer Beaver. Gli 8 membri dell'equipaggio sono rimasti illesi mentre l'aeromobile è stato ritirato dal servizio.[3]
- Il 12 giugno 2012, un Hawker Siddeley HS 748 si è incendiato mentre stava scaricando il kerosone nell'Aeroporto di Sandy Lake. I membri dell'equipaggio sono rimasti illesi mentre l'aeromobile è stato ritirato dal servizio.[4]
- L'11 dicembre 2015, un Cessna 208B operante il volo Wasaya Airways 127, si è schiantato a nord-nord-est dell'Aeroporto di Pickle Lake. Il pilota era l'unico occupante ed è deceduto mentre l'aeromobile è stato ritirato dal servizio.[5]